# Basecamp (компания)
Basecamp — американская частная компания, разработчик прикладного программного обеспечения, известная как создатель фреймворка Ruby on Rails и инструмента управления проектами Basecamp. Среди других разработок компании известны персональный органайзер Backpack, онлайновый текстовый редактор с возможностью совместной работы Writeboard, сервис для ведения списков дел (англ. to-do list) Ta-Da List и CRM-система Highrise.
Основана в 1999 году под наименованием 37Signals Джейсоном Фридом (Jason Fried), Карлосом Сегурой (Carlos Segura, в 2000 году покинул компанию) и Эрнестом Кимом (Ernest Kim, ушёл из компании в 2003 году) как компания, занимающаяся веб-дизайном на заказ. Впоследствии компания сконцентрировалась на разработке веб-приложений, распространяемых как услуга. В 2014 году переименована в Basecamp по названию самого популярного продукта.
Фрид и Ханссон написали несколько книг по предпринимательству, среди которых «Getting Real», «Rework. Бизнес без предрассудков», «Remote. Офис не обязателен».

## Ruby on Rails
Ruby on Rails — программный каркас для создания веб-приложений на языке программирования Ruby — был построен в процессе разработки системы управления проектами Basecamp сотрудником 37signals Давидом Хейнемейером Ханссоном. Впервые Ruby on Rails был выпущен как собственническое программное обеспечение компании в июле 2004 года, а с 2005 года каркас распространяется как свободное программное обеспечение под лицензией MIT.

## Basecamp
Basecamp — онлайн-инструмент для управления проектами, совместной работы и постановки задач по проектам. В процессе разработки Basecamp был создан фреймворк для создания веб-приложений Ruby On Rails.

## Backpack
Backpack — программное приложение и онлайновый персональный информационный менеджер. Имеет две основные функции: созданные пользователем страницы с текстом, изображениями, файлами и другими объектами, а также календарь в формате iCalendar. Основные функции пользовательских страниц включают персональные планы (списки дел, англ. to-do lists), фотогалереи, заметки и файлы-приложения, а также организацию доступа к страницам. Основные функции календаря включают поддержку iCalendar, напоминания по электронной почте и SMS, цветовое кодирование календаря и организацию доступа к нему.